# 攻撃者への同一化
攻撃者への同一化（独: Identifizierung mit dem Angreifer 、英：identification with the aggressor）とは、他者から攻撃を受けたときに、攻撃者と同じ属性、攻撃者の人格の一部を内在化し、全体的もしくは部分的に、同じ性質を身につけることである。精神分析によって概念化されたもので、同一化（アイデンティフィケーション）の一形態である。精神分析治療家として活躍したフェレンツィ・シャーンドルが初めて用いた概念である。攻撃者との同一視とも。
また、子どもが自身の力で不安の源をコントロールし、安定を得るために、不安を与える存在を内在化するという防衛機制であり、アンナ・フロイトが提示した。
本記事では主にフェレンツィ・シャーンドルによる、自我の健康なメカニズムを超えた攻撃者への同一化について説明する。

## 概要
具体的には、心理的トラウマによって被害者と攻撃者の二極での絶望的なジレンマに陥ったときに、攻撃者の役割や機能的属性を引き受けること、あるいは攻撃者の攻撃的な行動様式を模倣するという防衛機制である。
この理論は、精神的苦痛に対処するプロセス、あるいはゼロサムゲームの特殊なケースとしても定義されている。
「攻撃者への同一化」の過程には認知の歪みが伴っており、生命の危機への恐怖、本来の自己の無力化、攻撃者への同一化という3段階がある。自我の防衛能力を超えた恐怖に対応するために繰り出される防衛手段であり、強制力があり、解離のメカニズムが働いている。自らの快楽のために弱者を利用する行為のパターンが、攻撃者から次の対象（被害者）に引き継がれていくことであり、暴力を行使する形、または暴力を許容してそれを受け入れる形をとり、どちらの場合も被害者は自身が受けた暴力の支配下にあり、暴力の連鎖を支える形となる。児童虐待は、「攻撃者への同一化」現象が典型的に、しかも広範囲に見られる暴力である。虐待の世代間連鎖は、学習、攻撃者への同一化、復讐、役割逆転により起こると言われる。「ストックホルム症候群」や、カルト集団のいわゆる「マインドコントロール」のような犯罪的行為にも、「攻撃者への同一化」現象が見られる。身体的暴力でなくても、自身の欲求を満たすために恐怖を用いて弱者を利用する行為も、攻撃者への同一化を生じさせる攻撃であると考えられる。
同一化は精神分析に起源を持つ用語で、「ある主体が他の主体の外観、特性、属性をわがものにし、その手本に従って、全体的にあるいは部分的に変容する心理的過程」と説明される。子どもの成長に欠かせない「親への同一化」など、同一化のメカニズム自体は、人間が健康に成長し、生き延びるための健全な働きであり、本来は自らに有益なもの、親や教育者といった「重要な良い他者」を取り入れ、それに似ることで成長していく。
フェレンツィが言う「攻撃者への同一化」は、被害者が苦痛を回避する手段であり、なんとか生き延びるための苦肉の手段である。自己の存在・生命が脅かされ、攻撃者に従うしか選択肢がないという状況で、その攻撃に対処するために働くメカニズム・方策であり、自分自身の欲求を否定して、自己を捻じ曲げる自己否定の性質を持つ。被害者に植え付けられ内在化した攻撃者の一部は、解離の働きにより、その本来の人格の部分から切り離され、もしくは、危機にさらされた被害者の本来の人格の部分が麻痺し、切り離されると考えられる。攻撃者への同一化は、被害者が「内的に体験している恐怖」を回避する。また、被害者が攻撃者に同一化し、攻撃者の欲求を読み取り、攻撃者の機嫌を損ねないよう行動しその欲求を満たすと、攻撃者は攻撃の手を緩めるため、攻撃者への同一化には、攻撃者による暴力・虐待を回避するか、少なくとも軽減する働きがある。
暴力被害による攻撃者への同一化は、被害者が主体的に攻撃者の一部を取り入れたというより、植え付けと言った方がいいような強制力がある。その影響は被害者に強く残ることになり、「攻撃者の欲望、意思その他」が被害者の内部に植え付けられ、攻撃から逃れることができたとしても、内在化した攻撃者による作用に支配された生活が続くことになる。

### 暴力の連鎖と再被害化現象
被害体験の反復・連鎖には、「暴力を受けた子供が他者に対して暴力を加える現象」、暴力の連鎖と、「暴力被害にさらされると、後に再び暴力を受ける傾向が高まる現象」、再被害化現象がある。
虐待を受けると、自分に自信が持てなくなり、自己評価が低くなるが、その反面、攻撃性・衝動性が高くなる。虐待を受けて育った親は、「弱い無力な自分」を否定し、辛い記憶を抹殺し、傷ついた自尊心を守るために防衛機制が働き、自分自身の悪いイメージを自身の子どもに投影し、自身を虐待した「強い」存在である「虐待した親」と同一化し、親との間で身につけた虐待関係を子どもとの関係で繰り返し、暴力が連鎖してしまう。虐待の世代間連鎖は30％前後起こると言われており、連鎖する・しないは、他人に対する信頼の有無の影響が大きく、周囲に支えてくれる人がおり、早期に適切な治療を受けることができれば、虐待の連鎖が起こりにくくなると考えられる。
もう一つの被害体験の反復・連鎖である再被害化現象もまた、被害者が攻撃者の人格の一部に同一化することであり、攻撃者が望む人間像に同一化することである。被害者は攻撃者の望む人格になることを強要され、その本来の自己は無力化されてしまい、それが固定化すると、被害者は被害から脱出しようとする力を失う。攻撃者による評価や攻撃者の価値観に同一化させられた結果、被害者は無力化し、助けようとする第三者に対して「自分がもう少し我慢すれば」「愚痴を言って申し訳ない」等と攻撃者より自分を責めて、虐待される現状を維持してしまう。攻撃者が望む人間像への同一化では、被害者は攻撃的になるわけではないが、攻撃者以外との人間関係でも攻撃的な行動を許容する傾向となり、それにより他者の暴力を促進し、攻撃性の連鎖の歯車となる。

## 歴史
この概念は、フェレンツィ・シャーンドルの1932年6月24日の臨床日記の中で初めて示され、その後、同年9月4日にドイツのヴィースバーデンで開催された第12回国際精神分析会議のための論文「大人の（制御できない）激情の子どもの性格と性の発達への影響」（独：Die Leidenschaften der Erwachsenen und deren Einfluß auf Charakter und Sexualentwicklung des Kindes）の中で展開された。 彼はこれをさらに推敲し、1949年に『国際精神分析ジャーナル』に「大人と子どものことばの混乱—（優しさと激情の言語）」（Confusion of the Tongues Between the Adults and the Child-(The Language of Tenderness and of Passion)）という新しいタイトルで発表した。
フェレンツィが活動した1920-30年代は子どもの虐待への関心がまだ低かったが、彼はその後遺症の深刻さを認識し、虐待の存在を学会に訴えた。フェレンツィは、次のように「攻撃者への同一化」の概念を提示している。患者の受けた性暴力の有様を描写し、「このような暴行後の子供の行動と感情には想像を絶するものがあります」と述べ、次のように続けている。
このようにフェレンツィは臨床経験から、児童虐待を受ける子どもが耐えられる限界を越えた時に、自分という存在が完全に無力化し、攻撃者側の意図や攻撃者の行動を読みとって、それを自分の中に取り入れてしまうと説明した。
フェレンツィの後にアンナ・フロイトが「攻撃者への同一化」の概念を使っている。1936年、アンナ・フロイトは著書『自我と防衛のメカニズム』（独：Das Ich und die Abwehrmechanismen）の中でこの概念を取り上げ、発展させた。子どもが不安を与える存在を内在化し、それにより自らの力で不安の源をコントロールし、不安を回避し、安定を得るための防衛策として提示しており、基本的には自我の機能の範囲内の健康なメカニズムであり、フェレンツィによる性暴力や重度の身体的虐待といった自我の機能の範囲を超えた危機に対応するための同一化とは範囲が異なっている。アンナ・フロイトは、「超自我の正常な発達に必要な、一つの前段階であることが多い」「子どもは自分の行動に対して加えられる批判を自分のものとするが、それは単に、『超自我を形成するに必要な材料』をあらかじめ準備しているにすぎない。」としている。また、彼女が言う攻撃者への同一化は「投影」を伴うことが多い。

## 「ひきこみ」による服従化
社会学者のランドル・コリンズは微視的社会学で暴力の相互関係を把握するためのアプローチを行い、著作『Violence』（2008年）で「暴力の微視的相互作用論」を展開してDVやいじめについても論じ、相互作用論から4つに類型化した。深刻なDV、虐待、ストーキングとなるのが類型4「冷酷で暴力主義的な拷問的事態」であり、それは冷酷かつ持続的に進行し、犠牲者を支配するため暴力が慢性的に行われる。人間の相互作用は「ひきこみあう過程（entrainment）」であり、加害者にとって犠牲者の「ひきこみ」が快楽となり、虐待で快楽を得る習慣的な虐待者となる。この「ひきこみ」で用いられるのは、「他人に強いる力、結婚生活上の資源、感情的な貶めの行為、地位を顕示するための市場的な力の利用」等であり、それらを通して暴力が日常化し、暴力を含んだ「生活の仕方（a modus vivendi）」が確立していく。加害者が被害者をひきこむ技術には、長期と短期のものがあり、坂を転げ落ちていくようにして被害者化が進む。

## 防衛の失敗としての側面
人間の心には、「攻撃者からの影響を阻止し、影響を最小限にとどめる」ための防衛機制があるが、攻撃者の属性を取り入れ、攻撃者に似る「攻撃者への同一化」は、攻撃者の影響をそのまま受け入れ、その後も長く影響され続けることを意味し、「防衛の失敗」という面がある。甲南大学教授の森茂起は、「攻撃者への同一化」の概念における「トラウマ」は、「心的外傷」の比喩よりも、「免疫系の失調」の比喩の方がむしろふさわしいと述べている。生理的な免疫と同じように、心の防衛作用が完全に破綻することは稀ではあるが、攻撃と防衛のせめぎあいとなり、このバランスが負に傾けば、攻撃による負の影響が蓄積され、トラウマが積み重なっていく。
森茂起によると、攻撃の心への影響は、身体の外傷のように時間経過で治り、苦痛が和らぐのではなく、特殊な形で保存され、時間が経った後に再び現れ、同じ作用を繰り返す。トラウマの反復までの時間は、日単位、年単位、一生にかかわる長さにもなりえ、まるで亡霊のように、幾世代か後に攻撃を生み出すこともあるという。被害者に植え付けられた性質が次の攻撃を生み出すことで、トラウマの連鎖が発生する可能性がある。森茂起は、「言わば、（被害者は）攻撃という病原菌のキャリアー（保菌者）となってその作用を他に伝えるのである。」と説明している。

## 被害者の性的逸脱行動の見方
フェレンツィが活動した当時の精神分析は、子供に内発的な性的欲望があると想定し、その行動を発生論的に理解していた。「攻撃者への同一化」の概念は、大人の攻撃者から子供の被害者への性的欲望の植え付けという視点があり、当時の精神分析を批判する意味合いがあった。性暴力の被者には、被害を受けた後に性的逸脱行動が見られることがあり、被害者が性的な関心を持っていたから被害にあった、被害者にも責任の一端がある等とみなされ、不当に批判されることが少なくないが、「攻撃者への同一化」の概念では、それは被害者がもともと持っていた傾向ではなく、被害体験によって植え付けられた欲望によるもの、攻撃者への同一化の結果であると考える。森茂起は、児童虐待の被害にあった子供の行動を理解するうえで、今でも有効な考え方であり、性的逸脱行動の増加や攻撃的な行動の増加という変化自体が、被害の症状であると言える、と述べている。

## 脱同一化の難しさ

### 自己の全面的な改変
「攻撃者への同一化」という延命策は、自己を全面的に改変することになるため、被害者は攻撃から逃れた後も、自己を元に戻すことが非常に難しい。自己を元に戻すためには、その変容を引き起こした恐怖を再び潜り抜けねばならないため、さらに困難さが増す。脱同一化ができなければ、被害者が本来持っている欲求は否定され続け、内在化された攻撃者の人格の一部が生き続けることになる。

### 攻撃者との強い絆
攻撃による恐怖が、愛着と見分けがつかないような、攻撃者と被害者の（ある意味で）非常に強い絆（外傷的絆）を生み出すことが知られている。親による虐待の場合、恐怖と愛情の両方が存在し、その二つが絡み合っており、はっきり区別することは難しい。恐怖によるが愛着と見分けがつかないような絆、恐怖と愛情が絡み合った絆を伴う同一化の状態から抜け出す（脱同一化する）には、極めて強い愛着（愛情関係）を解消し愛する対象から離れるのと同じように、「一個の人間としての攻撃者を捨てる」必要がある。すでに攻撃者から物理的に離れていたとしても、内在化した攻撃者から離れる必要があるため、脱同一化が困難であることには変わらない。

## 社会（集団）における攻撃
また、人間社会には、犯罪的とはみなされない「攻撃」（厳しい行動規範を植え付ける教育的指導など）による「攻撃者への同一化」の存在を見出すこともできる。集団による支配も「攻撃者への同一化」を引き起こす攻撃である。同一化した攻撃者の欲望は、集団の中で共有され、その欲望に従って行動すれば、快楽を得ることができ、それを断念することは、集団の中で「自分だけが損をする」結果を招くため、連鎖を断つことは非常に難しい。森茂起は、恐怖による自己の無力化が伴えばほとんど不可能であり、外からの救助、または問題が限界を超えて社会的問題となり、外からの力で強制的に修正・解体されるしかないだろうと述べている。
社会（集団）からの攻撃による「攻撃者の同一化」には、例えば次のような事がある。ホロコースト生存者を親に持つヘレン・エプスタインが同様の境遇のユダヤ人に取材した著作『ホロコーストの子供たち』では、両親によって「ドイツ人の子」として育てられ、自身の親族の大半を虐殺したナチスの文化を崇める女性がおり、著者は驚くが、この「攻撃者への同一化」が、他のホロコースト生存者を親に持つ子供たちの中にもあることに気づく。取材した中には、アメリカのナチ連合のリーダーになった人もいた。

## 更なる研究
エリオット・アロンソンとメリル・カールスミスは、1963年に禁じられたおもちゃの実験を行った。その結果は、「攻撃者の同一化」の仮説を支持するものであり、したがってこの種のダイナミズムを支持するものと思われる。

## 更なる情報
- Frankel, Jay (2002). “Exploring Ferenczi's Concept of Identification with the Aggressor: Its Role in Trauma, Everyday Life, and the Therapeutic Relationship”. Psychoanalytic Dialogues 12 (1):  101–139. doi:10.1080/10481881209348657.
- Howell, Elizabeth F. (March 2014). “Ferenczi's concept of identification with the aggressor: understanding dissociative structure with interacting victim and abuser self-states”. The American Journal of Psychoanalysis 74 (1):  48–59. doi:10.1057/ajp.2013.40. PMID 24603172.
- Lahav, Yael; Ginzburg, Karni; Talmon, Anat; Spiegel, David (July–September 2019). “Reenacting Past Abuse – Identification with the Aggressor and Sexual Revictimization”. Journal of Trauma & Dissociation 20 (4):  378–391. doi:10.1080/15299732.2019.1572046. PMID 30734655.
- Lahav, Yael; Talmon, Anat; Ginzburg, Karni (August 27, 2019). “Knowing the abuser inside and out: The development and psychometric evaluation of the Identification with the Aggressor Scale”. Journal of Interpersonal Violence 36 (19–20):  9725–9748. doi:10.1177/0886260519872306. PMID 31455143.
- Lahav, Yael; Allende, Santiago; Talmon, Anat; Spiegel, David (July 13, 2020). “Identification with the Aggressor and Inward and Outward Aggression in Abuse Survivors”. Journal of Interpersonal Violence. doi:10.1177/0886260520938516. PMID 32659159.